# Johannes Mühlenkamp
Johannes Rudolf Mühlenkamp (* 9. Oktober 1910 in Montigny bei Metz; † 23. September 1986 in Goslar (Harz)) war ein deutscher Offizier, zuletzt SS-Standartenführer der Waffen-SS und Kommandeur des SS-Panzerregiments 5 in der 5. SS-Panzer-Division „Wiking“ sowie gegen Kriegsende Inspekteur der Panzertruppen im SS-Führungshauptamt.

## Leben
Johannes Mühlenkamp wurde bei Metz, in Lothringen, am 9. Oktober 1910 geboren. Zum 1. Mai 1933 trat er der NSDAP bei (Mitgliedsnummer 2.800.042). Er trat im September 1934 als Freiwilliger in die SS-Standarte „Germania“ ein (SS-Nummer 86.065) und wurde nach dem Besuch der SS-Junkerschule Braunschweig am 20. April 1936 zum SS-Untersturmführer befördert.
1936 kam Mühlenkamp zur weiteren Ausbildung zum Kradschützen-Bataillon 2 des Heeres und übernahm im Frühjahr 1938 die 15. Kompanie der SS-Standarte „Germania“, die er beim Überfall auf Polen führte, in dessen Verlauf er beide Klassen des Eisernen Kreuzes bekam. Mit der SS-Verfügungsdivision nahm er am Westfeldzug teil und wurde anschließend Kommandeur der Aufklärungs-Abteilung der 1941 in SS-Division „Reich“ umbenannten Division.
Am 9. November 1940 zum SS-Hauptsturmführer befördert, führte Mühlenkamp die Aufklärungs-Abteilung während des Balkanfeldzugs und ab Juni 1941 im Krieg gegen Russland. Im Oktober 1941 wurde Mühlenkamp bei einem Granatwerfer-Feuerüberfall schwer verwundet.
Am 2. Januar 1942 mit dem Deutschen Kreuz in Gold versehen, wurde Mühlenkamp am 30. Januar 1942 zum SS-Sturmbannführer befördert. Nach seiner Genesung übernahm er ab Juni 1942 das Kommando über die SS-Panzer-Abteilung 5. Nach dem Angriff auf Rostow erhielt er am 3. September 1942 das Ritterkreuz des Eisernen Kreuzes.
Nach einer erneuten Verwundung Anfang 1943 kehrte Mühlenkamp nach Deutschland zurück, um weitere Einheiten für die 5. SS-Panzerdivision „Wiking“ aufzustellen. Gleichzeitig wurde seine Abteilung zum Regiment (SS-Panzer-Regiment 5) erweitert und er zum SS-Standartenführer befördert.
Im März 1944 übernahm Mühlenkamp das  und wurde am 6. August 1944 Kommandeur der 5. SS-Panzerdivision „Wiking“. Er war in dieser Position an der Unterdrückung des Warschauer Aufstands beteiligt. Im Oktober 1944 wurde Johannes Mühlenkamp Inspekteur der Panzertruppen der Waffen-SS und führte Anfang 1945 noch kurzzeitig die neu aufgestellte 32. SS-Freiwilligen-Grenadier-Division „30. Januar“, die er bis zu seiner erneuten Verwendung Anfang März führte. Nach seiner Genesung kehrte er zu seiner Position als Inspekteur der Panzertruppen der Waffen-SS zurück, die er bis Kriegsende innehatte.

## Werdegang
- Kommandeur (SS-Obersturmbannführer: 30. Januar 1943) der Panzer-Abteilung 5/SS-Division „Wiking“ (11. Februar 1942 bis 1. März 1943)
- Kommandeur (SS-Standartenführer: 20. April 1944) des SS-Panzer-Regiments 5/5. SS-Panzer-Division „Wiking“ (1. März 1943 bis 12. August 1944)
- Kommandeur der 5. SS-Panzer-Division „Wiking“ (12. August bis 9. Oktober 1944)
- Inspekteur der Waffen-SS-Panzertruppen im SS-Führungshauptamt (9. Oktober 1944 bis 8. Mai 1945)
- Kommandeur der 32. SS-Freiwilligen-Grenadier-Division „30. Januar“ (Januar bis 5. Februar 1945)

## Auszeichnungen
- Eisernes Kreuz (1939)
  - II. Klasse am 3. Oktober 1939
  - I. Klasse am 11. November 1939
  - Ritterkreuz am 3. September 1942
  - Eichenlaub (596. Verleihung) am 21. September 1944
- Deutsches Kreuz in Gold am 2. Januar 1942
- Verwundetenabzeichen (1939)
  - in Silber am 15. September 1942
  - in Gold am 13. Januar 1943
- Erwähnung im Wehrmachtbericht am 11. Juli 1944
- Panzerkampfabzeichen III. Stufe
- SS-Dienstauszeichnungen
- Ehrendegen des Reichsführers SS
- Totenkopfring der SS